# 조엘라 (1982년)
조엘라(1982년 10월 27일 ~ )는 대한민국의 국악인, 가수이다.

## 학력
- 남원국악예술고등학교 졸업
- 추계예술대학교 판소리 학사 졸업
- 이화여자대학교 대학원 한국음악 석사과정 수료

## 출연작
- 2022년 SBS 《좋은아침》
- 2021년 SBS 《모닝와이드》
- 2021년 TVN 《가족의재탄생》
- 2021년 MBN 《로또싱어》
- 2021년 JTBC 《부부의발견 배우자》
- 2020년 MBN 《트로트퀸:여왕의 전쟁》
- 2020년 MBN 《모던패밀리》
- 2020년 MBN 《라스트싱어》
- 2020년 MBC 《기분좋은날》
- 2020년 MBN 《알토란》
- 2020년 KBS 《국악한마당》
- 2020년 MBN 《MBN프레스룸》
- 2020년 MBN 《생생정보마당》
- 2020년 MBN 《MBN토요포커스》
- 2020년 KBS 《아침마당》
- 2019년 JTBC 《비밀기획단》
- 2019년 MBN 《보이스퀸》
- 2018년 국악방송 《예술가의 백스테이지 DJ》

## 배우자
- 남편은 뮤지컬 배우 원성준이다.

## 수상 경력
- 2019년~2020년 MBN 보이스퀸 준우승
- 2014년 제1회 창작국악극대상 대상
- 2014년 제1회 창작국악극대상 여자 창우상(여우 주연상)
- 2007년 제1회 21C 한국음악 프로젝트 대상
- 2007년 제1회 21C 한국음악 프로젝트 최고스타상 (프로젝트락)
- 전국경창대회 일반부 단체 대상
- 전국판소리경연대회 흥부제 고등부 대상
- 전국판소리경연대회 흥부제 중등부 최우수상
- 송흥록 추모기념 전국판소리 경연대회 초등부 최우수상
- 동초제 심청가 완창